# 尹立 (西汉)
尹立（?—?），西汉钜鹿郡杨氏縣（治今河北省宁晋县西南）人，尹赏之子。
尹赏是汉成帝时的长安令、执金吾。他的长子尹立由郡守转任京兆尹，为政像他父亲尹赏，以刑杀立威，通过酷虐称治，崇尚威严，有治办之名。尹立的三个弟弟，都官至郡守，也以威严著称。《汉书·百官公卿表》京兆尹里没有尹立的名字。